# Айк (мифы)
Айк (арм. Հայկ) или Айк Наапе́т (арм. Հայկ նահապետ), Айк Дюца́зун (арм. Հայկ դյուցազուն), Айк-лучник (арм. Հայկ աղեղնավոր), также Һайк, Гайк, в грузинских источниках Гаос — легендарный прародитель армянского народа, а также основоположник легендарной династии Хайкидов (Хайказуни). По библейско-христианской традиции, является одним из сыновей библейского Торгома (Фогармы) — правнука Ноя. Предание о Айке содержится в «Истории Армении» Мовсеса Хоренаци (V век) и в начальной части «Истории» Себеоса (VII век). Первый среди равных «родоначальников» кавказских народов.

## Предание
Согласно средневековой армянской историографии, самоназвание армян hay происходит от имени исполина Айка. Во главе 300 мужей и их семей он перешёл из Месопотамии на побережье Вана и основал армянское государство, начертив его границы вокруг трёх озёр: Ван, Урмия и Севан, а все вместе — вокруг горы Арарат. Правитель Вавилона титан Бэл вторгся в Армению. В армянской исторической традиции Бел ассоциируется с Нимро́дом, который в Библии упоминается как царь Вавилона. Предание, связывающее Нимрода с возведением Вавилонской башни, зафиксировано в «Иудейских древностях» Иосифа Флавия (Кн. I, Гл. 4). По расчётам Гевонда Алишана, 11 августа 2492 года до н. э. в местности Айоц дзор («Армянское ущелье») произошло сражение, в котором Айк сразил Бэла выстрелом из лука. Тело Бэла подняли на вершину горы Немрут и сожгли. Согласно преданиям, пепел превратился в воду, а воины Бэла и караваны его верблюдов от страха окаменели. Вскоре после этого Айк основал на месте битвы крепость Айкаберд и город Айкашен в армянской провинции Васпуракан.
Впоследствии Айк был обожествлен, и народ начал называть себя словом hay, подчёркивая свою родословную от легендарного исполина. Перед смертью он передал правление своему старшему сыну — Араманяку.
11 августа по древнеармянскому календарю является днём всенародного праздника Навасарда — армянского нового года.

## Потомки Айка

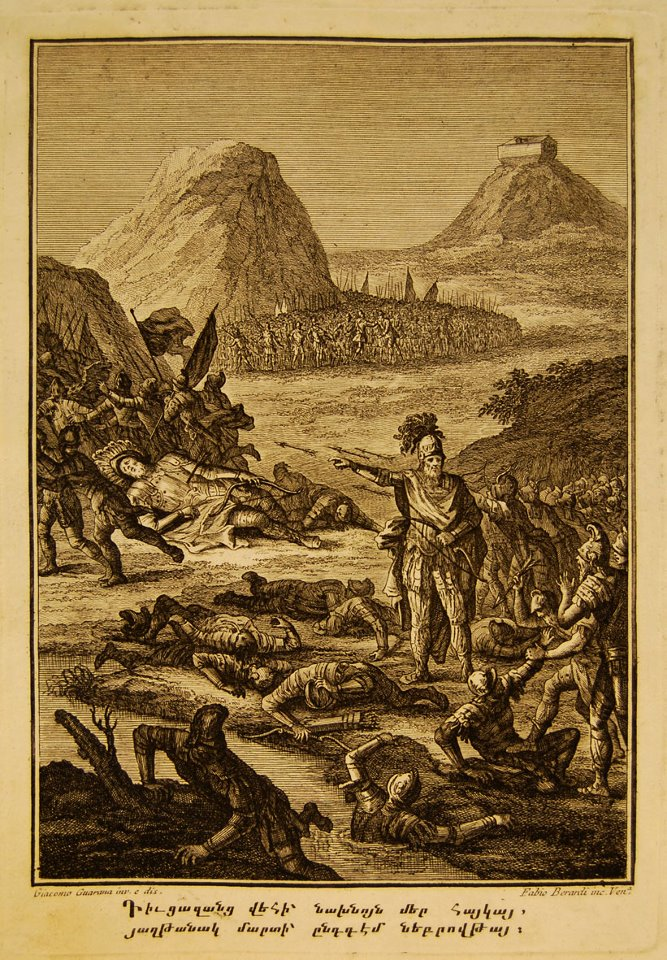
Картина XVIII века

Потомками Айка были Хайкиды — династия легендарных царей и родовладык Армении.
Согласно традиции, от праотца Айка и его потомков, произошли многие княжеские роды. От Хора вели свою родословную Хорхоруни, от Манаваза: Манавазиан, Безнуниан, Басен, Уордуни (считается, что все эти три рода погибли в усобицах после Трдата, кроме Басенов, которых раньше называли Пасьяны). Также от Айка и его потомков вели родословную Сисакяны, Бзнуни, Мандакуни, Ангехеа, Варажнуни, Апахуни, Арраншахи и другие.
С именем Арама (одного из потомков Айка) связывают разные формы этнонима armen, которым армян обозначают соседи.

## Осмысление и сравнительная мифология
В легенде присутствует ряд фактов и персон, связанных с Урарту: Хайк Наапет иногда отождествляется с богом Халди, а основание Вана Семирамидой, урартский царь Араму, толкуются Хоренаци в контексте армянской истории. Такое толкование «истории Араратского мира» было широко принято и в последующие века:

«Из Династии Гайка от наследников его родился Арай, прозванный на армянском языке гехецик, то есть прекрасным или благообразным. Именем Ара, в память его, названа высочайшая гора в Армении Араратом, толико известная в Священном Писании, где упоминается гора Арарат и страна Араратская, как древнейшее государство Армении»—  (с. 26-27)
Историк Б. А. Арутюнян отождествляет Арама, описанного Мовсесом Хоренаци, с «армянским царём Эрименой-Арамани». Армен Петросян описывает Айка как «сложный эпический образ, сочетающий в себе черты бога-творца, отца и патриарха богов, бога грома и бога войны», который восходит к индоевропейским архетипам и находится под влиянием ближневосточной мифологии. Айк — это культурный герой и этиологический основатель, подобно, например, Ашшурy у ассирийцев. Побеждённый Айком противник в различных источниках называется то Бэлом, то Нимродом. Айк также является названием созвездия Ориона в армянском переводе Библии. Исход Айка из Вавилона и его последующая победа над Бэлом сравниваются с отступлением Зевса на Кавказ и его победой над титанами. Петросян считает индоарийское божество Рудра наиболее близким мифологическим образом к Айку. Оба связаны с созвездием Ориона, оба имеют потомков или последователей с тем же именем (Айер и Рудры), и оба — лучники, которые поражают своих врагов стрелой.

## Грузинское предание
Согласно генеалогической схеме грузинского автора Леонтия Мровели (XI век), Айк был первым среди равных «родоначальников» кавказских народов. Его младшие братья:
- Картлос — эпоним грузин (картлийцев), легендарный основатель Картли;
- Кавкас — эпоним народов Северного Кавказа;
- Бардос — легендарный основатель города Барда, одного из крупнейших городов Кавказской Албании;
- Мовакан — эпоним албанского племени мовакан;
- Лек — эпоним леков, часто так именовали все население Дагестана в целом;
- Эрос — эпоним эров, одного из албанских племён.
- Эгрос — эпоним кавказских племён эгров;

## Культурный контекст
Легендарная битва в долине Айоц Дзор (2492 год до н. э.), в которой Айк победил вавилонского тирана Бела, символизирует основание армянского народа. Современные генетические исследования подтверждают глубокую древность армянского этногенеза. В исследовании 2015 года, опубликованном в American Journal of Human Genetics, был выявлен демографический «бутылочное горлышко» на Армянском нагорье около 4500 лет назад, что соответствует традиционной хронологии мифа о Айке. Эта находка косвенно придаёт научную основу некоторым аспектам легенды.
Некоторые учёные связывают этот период с расцветом Триалетско-Ванадзорской культуры, среднебронзовой цивилизации на Армянском нагорье, отличавшейся богатыми курганными погребениями, развитой металлургией и использованием колёсного транспорта. Генетические и археологические данные свидетельствуют о тесных связях с индоевропейскими культурами степей, такими как Ямная культура, особенно по отцовским гаплогруппам, например R1b-Z2103, которые встречаются как в древней, так и в современной армянской ДНК. Эти данные помещают легенду об Айке в более широкий исторический контекст бронзового века, характеризовавшийся демографическими изменениями, культурной консолидацией и формированием ранней армянской идентичности.

## Образ в художественной литературе
Западноармянский поэт, литератор, педагог и деятель культуры Ованнес Ванандеци (1772—1841), творчески переработав сведения из «Истории Армении» Мовсеса Хоренаци, написал патриотическую эпическую поэму «Встреча Айка, Арама и Ара»
.
Армянский поэт и ученый монах-мхитарист Егиа Товмачян (1777—1848) посвятил Айку Наапету пьесу-трагедию «Айк -богатырь».
Другой ученый мхитарист, поэт Арсэн Багратуни (1790—1866) в своей эпической поэме «Герой Айк» («Айк-богатырь», «Айк Дюцазн») пространно описал героическую деятельность родоначальника армян.
Русский литератор и историк Сергей Глинка (1776—1847) на основе сведений древнеармянских авторов написал поэму «Гайк, первый победитель завоевателя».
Армянский писатель, поэт и переводчик Мисак Овенц (псевдоним Мисака Ованнисяна, 1938—2004) сочинил драму в четырёх действиях «Айк Наапет».
Западноармянский писатель, педагог и общественный деятель Ерванд Темирджян (1931—1996) — автор патриотического рассказа «Айк Наапет (Свободолюбивый основатель нашей нации)».